# Mary Uranta
Mary Data Uranta es una actriz, modelo, productora de cine, cantante y empresaria nigeriana.

## Biografía
Nacida y criada en Port Harcourt,
Aunque nació como cristiana pentecostal, asistió a escuelas católicas, incluía la Sacred Heart Nursery And Primary School, antes de ingresar en el Holy Rosary College de Port Harcourt. Allí se interesó tanto por la danza como por la interpretación, obteniendo sendas becas tras su graduación.
Uranta compitió en el concurso de belleza Miss Delta del Níger, donde alcanzó se convirtió en primera finalista. Consiguió su primer papel como actriz en la película del año 2000 Girls Hostel con Uche Jombo y Olu Jacobs. En 2006 recibió una atención más significativa con un papel principal en la película de Nollywood Secret Mission al lado de Chioma Chukwuka y Desmond Elliot. Otros de sus créditos cinematográficos incluyen filmes como Love Doctor, Critical Passion, Pradah, Secret Shadow y Blood Game, entre otras.
Además de su carrera como actriz, Uranta se desempeña como empresaria a través de su propia compañía de producción cinematográfica. Estableció la Fundación Mary Uranta, una organización sin ánimo de lucro en beneficio de los niños desfavorecidos de Opobo-Nkoro. Sus contribuciones a la industria cinematográfica le han valido el premio City People, una nominación a los premios Best of Nollywood y el premio African Youth Ambassador.

## Filmografía

### Cine
| Año  | Título             | Papel | Notas                                |
| ---- | ------------------ | ----- | ------------------------------------ |
| 2000 | Girls Hostel       |       | Con Uche Jombo & Olu Jacobs          |
| 2006 | Secret Mission     |       | Con Chioma Chukwuka & Desmond Elliot |
| 2007 | The Love Doctor    | Ebere | Con Jackie Appiah                    |
| 2007 | The Love Doctor 2  | Ebere | Con Jackie Appiah                    |
| 2011 | Gallant Babes      | Gift  | Con Mercy Johnson                    |
| 2011 | Gallant Babes 2    | Gift  |                                      |
| 2013 | Nation Under Siege |       |                                      |